# Luigi Orlandi
Luigi Orlandi (Bologna, 1º ottobre 1909 – Bologna, 1º febbraio 2002) è stato un politico e partigiano italiano.

## Biografia
Entrato adolescente nel Partito Comunista d'Italia, emigra in Francia, e rientra in Italia per svolgervi attività clandestina. Fu lui che, nel giugno del 1931, organizzò, con Teresa Noce, lo sciopero delle mondine di Medicina, e fu lui che per molti mesi, andando e tornando dalla Francia, compì numerose missioni in Italia settentrionale finché non cadde, in Veneto, nelle mani della polizia. Era il 29 gennaio del 1932. Processato con altri quattro compagni veneti per "associazione e propaganda sovversiva", Orlandi fu condannato dal Tribunale speciale a 9 anni di reclusione.
Trasferito da Regina Coeli al carcere di Fossano, vi rimase sino al 4 febbraio del 1936. Tornato in libertà, fu richiamato alle armi, nonostante gli fosse stata comminata l'interdizione perpetua dai pubblici uffici, e spedito in Libia, dove continuò a svolgere propaganda antifascista clandestina. Nella primavera del 1939 Orlandi torna a Bologna, ma finisce subito in carcere per "misura precauzionale".
Quando esce di cella, il giovane antifascista si trasferisce a Reggio nell'Emilia, dove riesce a farsi assumere alle Officine Lombardini. Quando cade Benito Mussolini, Orlandi, il 28 luglio 1943, è tra gli organizzatori e i protagonisti dello sciopero contro la guerra, nel corso del quale la truppa spara sui lavoratori delle "Reggiane", uccidendo otto uomini e una donna e ferendo altri trenta operai.
Dopo l'armistizio Orlandi fa la spola tra Bologna, dove partecipa all'organizzazione dei tre giorni di sciopero, e Reggio Emilia dove, in fabbrica, costruisce speciali bombe per i gappisti bolognesi. Nel febbraio del 1944 ritorna definitivamente a Bologna, entra nel Comitato federale e nella segreteria del Partito comunista, col nome di battaglia di Pietro dirige il Servizio di informazioni militari, diventa ispettore della 63ª Brigata Garibaldi "Bolero".
Alla fine della guerra Orlandi è riconosciuto partigiano combattente con il grado di capitano. Ripresa l'attività politica ha incarichi di responsabilità nelle organizzazioni comuniste di Bologna, di Frosinone, della Sardegna e del Piemonte. Membro del Comitato centrale del PCI dal 1951 al 1962, nel 1960 è eletto nel Consiglio provinciale di Bologna, di cui è vicepresidente dal 1961 al 1963. Per due legislature, la IV e la V, è eletto senatore nelle liste del PCI. Nel 1983, infine, comincia la sua attività di dirigente dell'ANPI e dell'ANPPIA.